# Saint-Genis-du-Bois
Saint-Genis-du-Bois é uma comuna francesa na região administrativa da Nova Aquitânia, no departamento da Gironda. Estende-se por uma área de 2,37 km². Em 2010 a comuna tinha 88 habitantes (densidade: 37,1 hab./km²).